# Публій Кальвізій Рузон Юлій Фронтін
Публій Кальвізій Рузон Юлій Фронтін (лат. Publius Calvisius Ruso Iulius Frontinus; ? — після 106) — державний діяч часів Римської імперії, консул-суффект 84 року.

## Життєпис
Походив з роду Кальвізіїв, ймовірно з Нарбонської Галлії. Син Публія Кальвізія Рузона, консула-суффекта 53 року, та Юлії Фронтіни. Заможність родини сприяла кар'єрі.
68 року став тріумвіром-монетарієм. У 73 або 74 році — квестором. Водночас імператор Веспасіан надав йому титул патриція. Надалі обіймав посаду претора, але коли саме невідомо. Потім обійняв посаду севіра римської кінноти.
У 84 році призначено консулом-суффектом разом з Рецієм Галлом. Наступного року отримав посаду куратора шляхів Італії. Наприкінці 80-х або на початку 90-х став членом жрецьких колегій квіндецемвірів священнодійств та августалів. На початку правління імператора Траяна призначений куратором священних місць та громадських будівель Риму.
У 104/105 році став імператорським легатом-пропретором у провінції Капподокія і Галатія. Керував до 106/107 року. Подальша доля невідома.

## Сім'я
Дружина — Дасумія Тулла.
Діти:
- Публій Кальвізій Тулл Рузон, консул 109 року